# Cadillac Ranch

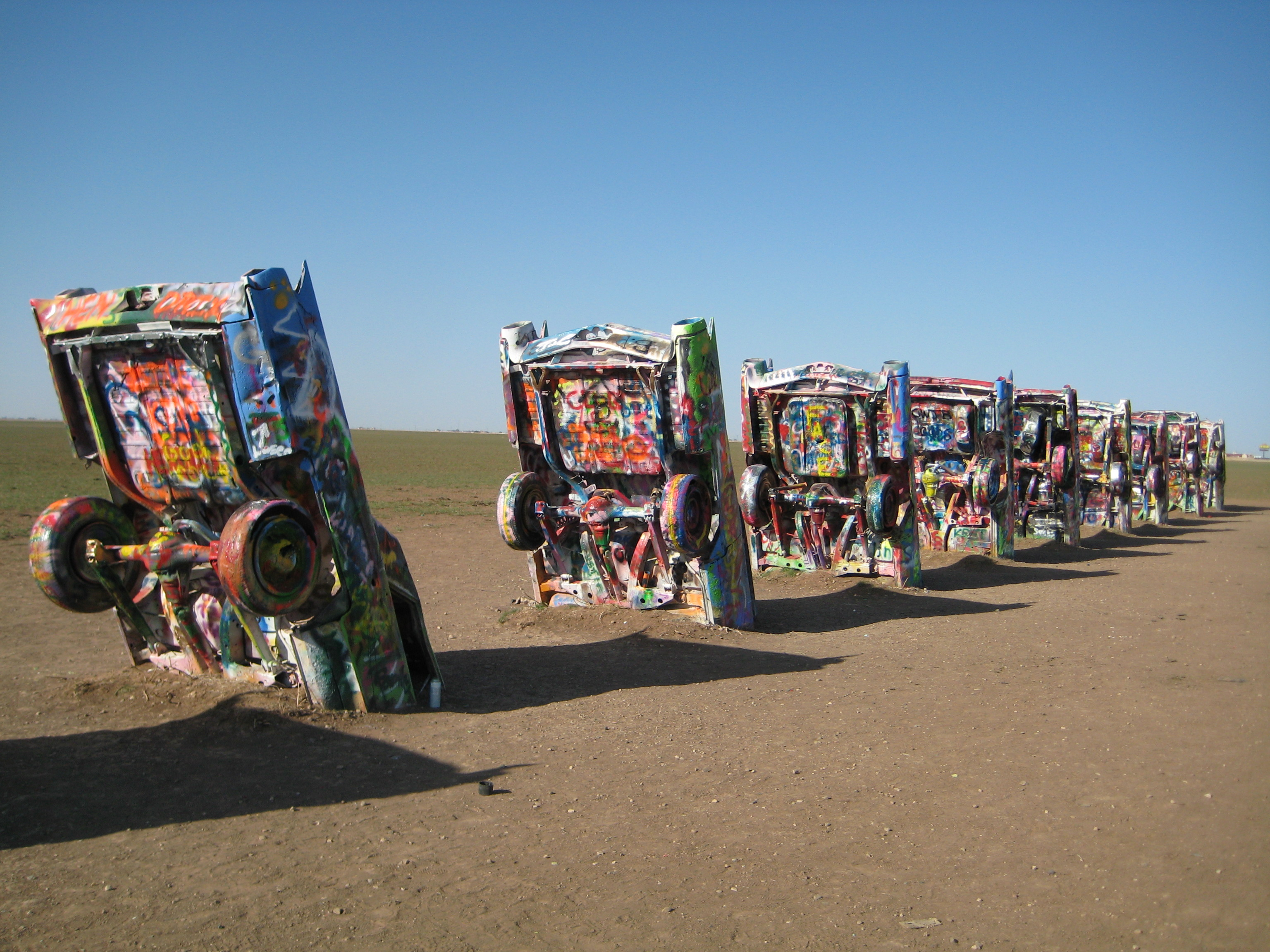
Cadillac Ranch

Cadillac Ranch är en skulptur i utkanten av  Amarillo, Texas, USA, som består av ett antal bilar av märket Cadillac som placerats i rad och som är delvis nedgrävda i marken. Konstverket ligger inte numera på sin ursprungliga plats, på grund av staden Amarillos expansion.
Cadillac Ranch skapades 1974 av Chip Lord, Hudson Marquez och Doug Michels ur arkitektgruppen Ant Farm och består av antingen gamla eller skrotfärdiga Cadillacbilar som representerar bilmärkets utveckling mellan 1949 och 1963. De är nedgrävda till hälften med motorhuven neråt, i en vinkel som överensstämmer med Cheopspyramiden i Egypten.
Skulpturen skapades ursprungligen på ett vetefält men flyttades 1997 tre kilometer västerut till en betesmark längs Interstate 40 på grund av att staden Amarillo växte.
Cadillac Ranch går att se från motorvägen och även om den ligger på privat mark och nås genom en olåst grind till betesmarken, så uppmanas till tystnad inom området. Det uppmuntras till graffiti eller andra spraymålningar på fordonen, som på grund av detta sedan länge har förlorat sina ursprungliga färger och är mycket dekorerade. Bilarna målas med jämna mellanrum om i olika färger för att ge besökare fräscha ytor att måla på.
Cadillac Ranch har förekommit inom amerikansk populärkultur. En hyllning till Cadillac Ranch ingick i filmen Bilar. Den fiktiva staden Radiator Springs ligger i utkanten av ett område som på en karta kallas "Cadillac Range" och genom hela filmen kan klippformationer som liknar de till hälften nedgrävda bilarna ses vid horisonten. Cadillac Ranch är även en låt av Bruce Springsteen på hans album The River från 1980.